# روبرت روز
روبرت روز (بالإنجليزية: Robert Rose)‏ مواليد 27 ديسمبر 1964، هو لاعب كرة سلة أسترالي سابق بدأ مسيرته الاحترافية في سنة 1986. اعتزل اللعب في 2007.

## فرق لعب لها
- لوس أنجلوس كليبرز

## روابط خارجية
- روبرت روز على موقع إن بي أي (الإنجليزية)
- روبرت روز على موقع سبورتس رفرنس (الإنجليزية)
- روبرت روز على موقع كرة السلة الأوروبية.كوم (الإنجليزية)
- روبرت روز على موقع كلية كرة السلة في سبورتس رفرنس.كوم (الإنجليزية)
- روبرت روز على موقع ريلجم (الإنجليزية)
- روبرت روز على موقع بروبوليرز (الإنجليزية)